# Weingut Prieler

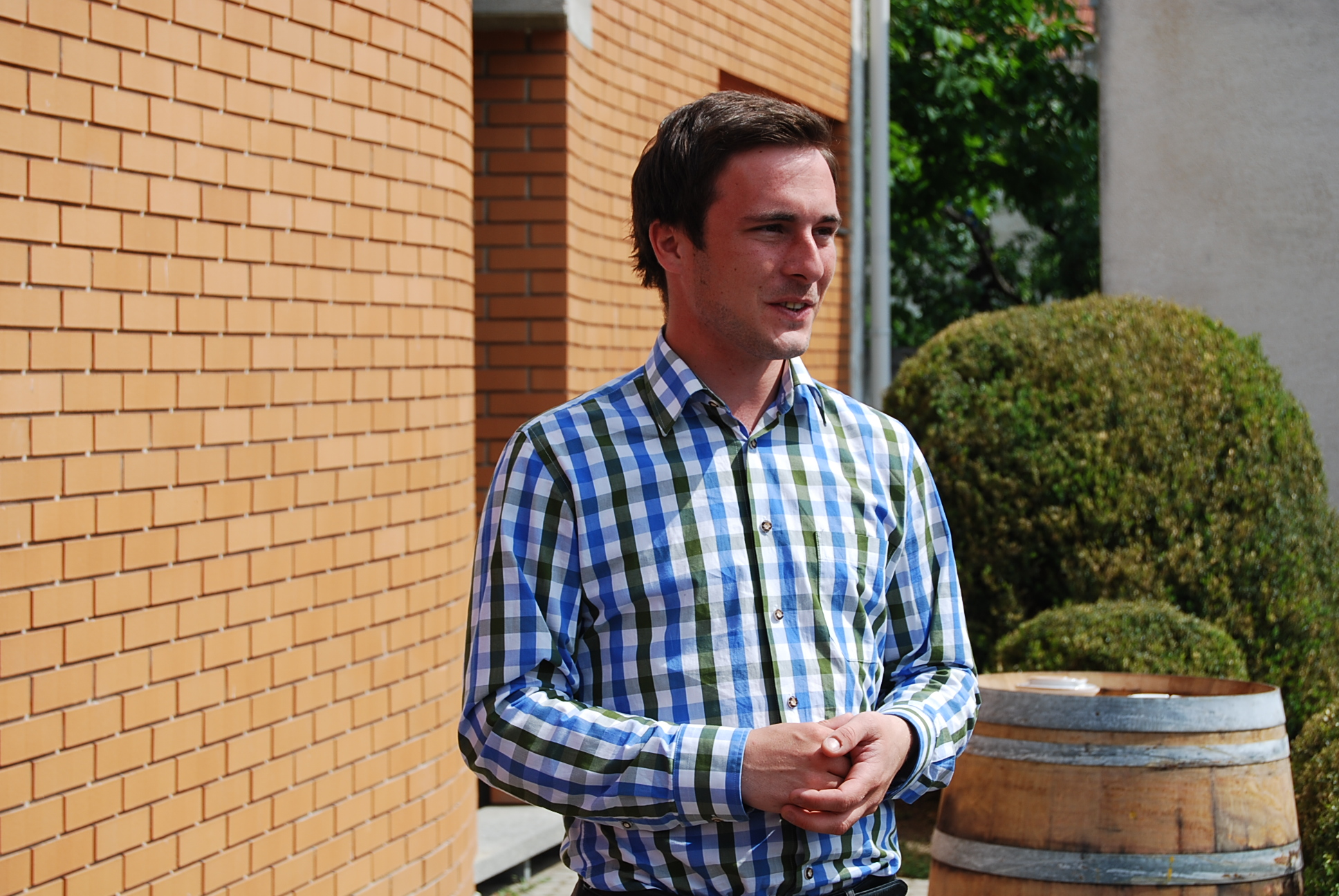
Georg Prieler

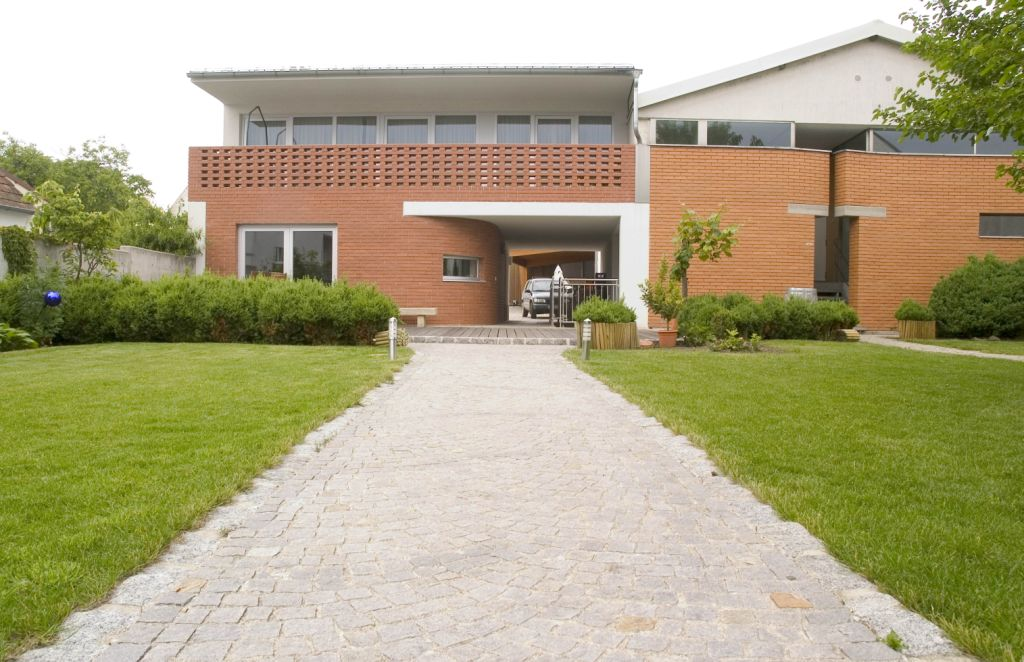
Weingut Prieler, Schützen am Gebirge

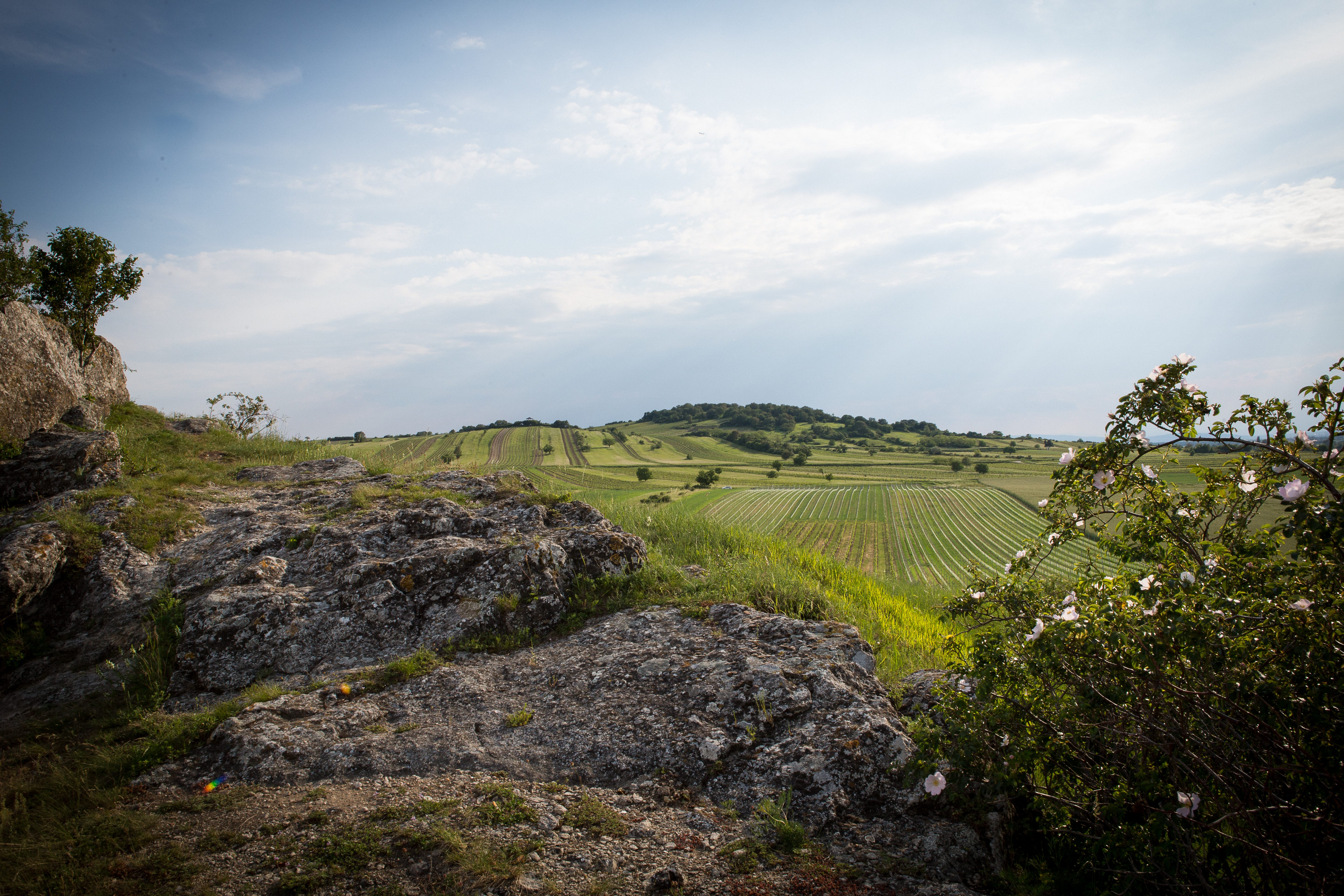
Blick vom Hölzelstein (Oggau) zum Schützner Stein (Schützen am Gebirge)

Das Weingut Prieler in Schützen am Gebirge ist ein österreichisches Weingut im Weinbaugebiet Leithaberg im Burgenland.

## Geschichte
Zunächst hatte die Familie Prieler eine gemischte Landwirtschaft betrieben. Georg Prieler (1914–1972) legte im Rahmen dieser Wirtschaftsweise den Fokus verstärkt auf den Weinbau. Bereits Anfang der 1950er-Jahre füllte er Weine in Bouteillen. Sein Sohn Engelbert Prieler (* 14. September 1948) zählt zu den Pionieren des österreichischen Rotweinanbaus. Nach Übernahme des elterlichen Betriebes wandelte er 1972 gemeinsam mit seiner Ehefrau Irmgard Prieler die Betriebsweise von gemischter Landwirtschaft in eine reine Weinwirtschaft um.
Gleichzeitig mit weiteren Pionieren, wie Anton Kollwentz oder Hans Igler, führte Engelbert Prieler Mitte der 1980er Jahre die internationalen Sorten Cabernet Sauvignon und Merlot ein und zeigte deren Potenzial im burgenländischen Weinbau auf. Während in weiterer Folge vor allem Cuvées aus diesen Sorten große Wertschätzung erzielten, forcierte Engelbert Prieler bereits Anfang der 1990er Jahre den Blaufränkischen in gehobener Qualität. Im Weißweinsegment war schon damals der Pinot Blanc im Fokus gewesen.
Als Engelbert Prieler 1999 infolge eines Betriebsunfalls ein Jahr lang ausfiel, übernahm dessen Tochter Silvia Prieler, eine Mikrobiologin, die Führung des Weinguts. Diese etablierte sich in dieser Rolle derart gut, dass ihr der Vater auch nach dessen Genesung die Betriebsführung überließ. Silvia Prieler stellte Versuche mit St. Laurent und Pinot Noir an, weiters gründete sie gemeinsam mit anderen Weinbauakteuren die Vereinigung „11 Frauen und ihre Weine“ sowie den Verein Leithaberg. Großes Augenmerk legte sie auf die Erforschung des Terroirs des Leithabergs. Nachdem sie etliche Jahre lang dem Weingut vorgestanden war, zog sie sich wieder zurück, um sich verstärkt ihrer mittlerweile gegründeten Familie und ihren wissenschaftlichen Forschungen an der Universität Wien widmen zu können.
Ab der Ernte 2011 übernahm Georg Prieler (* 1. September 1984) die Betriebsführung. Zuvor hatte er in Neusiedl am See die Vinohak (eine höhere Schule mit Weinschwerpunkt) abgeschlossen, so manche vinophile Erkundungsreise hinter sich gebracht und im Schützener Weingut bereits einige Jahre die Kellerverantwortung innegehabt. Unterstützt wird er im Betrieb nach wie vor von seinem Vater Engelbert Prieler. Ein besonders Augenmerk legte Georg Prieler von Beginn an auf die Optimierung der Gebietstypizität der Weine. Der Fokus liegt auch unter seiner Betriebsführung bei den Sorten Blaufränkisch und Pinot Blanc.
Puncto Pinot Blanc ist das Weingut Prieler österreichweit absoluter Vorreiter. Georg Prieler über die Vorzüge des Pinot Blanc: „Pinot Blanc ermöglicht eine Mineralität wie Chardonnay und Finesse sowie Trinkfluss wie Riesling“.

## Rebfläche, Sorten, Geologie
Die Rebfläche beträgt 22 Hektar (Stand 2017), wovon 60 Prozent mit roten Rebsorten (Blaufränkisch, Cabernet Sauvignon, Merlot und Pinot Noir) bestockt sind. Der Schwerpunkt des Betriebs liegt auf den Sorten Blaufränkisch und Pinot Blanc.
Prielers Blaufränkischer bringt seine terroirgeprägte Vielseitigkeit in mehreren Facetten zum Ausdruck: als Ortswein unter der Bezeichnung Johanneshöhe und als Lagenkreszenzen von der Ried Pratschweingarten, von der Ried Goldberg und von der Oggauer Ried Marienthal. Die Blaufränkischen Goldberg und Marienthal sind im Rotweinsegment die Topweine des Weinguts. Geologisch ist die Lage Goldberg von Glimmerschiefer und tonigem Lehm geprägt. In der Riede Marienthal herrscht in hohem Maße Muschelkalk vor. Die Weine profitieren in erheblichem Maße von der von Engelbert Prieler jahrzehntelang durchgeführten Selektion optimaler Blaufränkisch-Reben.
Weiters gibt es im Rotweinsortiment unter der Bezeichnung Schützner Stein einen reinsortigen Merlot, darüber hinaus bemüht sich das Weingut um hohe Qualitäten aus Pinot Noir und Cabernet Sauvignon. Prielers Weine aus Cabernet Sauvignon zählen zu den besten Sortenvertretern, die in Österreich gekeltert werden
Im Weißweinsegment hat sich das Weingut speziell mit Pinot Blanc einen Namen gemacht. Ausgebaut wird Prielers Pinot Blanc zum einen als Ortswein von der Ried Seeberg und zum anderen in der Premiumstufe als Pinot Blanc Leithaberg DAC Alte Reben, als Pinot Blanc Ried Haidsatz und als Pinot Blanc Ried Steinweingarten. Geologisch dominiert in der Riede Seeberg in hohem Maße Muschelkalk, wohingegen in der Riede Haidsatz Kalk und Schiefer vorherrschen. In der Ried Steinweingarten wurzeln die Reben in tiefgründigem Kalkboden.

## Sonstiges
Im Jahr 2009 wurde die Familie Prieler zum „Falstaff-Winzer des Jahres“ gekürt. Der Blaufränkisch Goldberg wurde von Robert Parker als erster österreichischer Rotwein mit über 90 Punkten bewertet. Das Weingut Prieler wird als Biobetrieb geführt.